# Cristhian Stuani
Cristhian Ricardo Stuani Curbelo (Tala, 12 de outubro de 1986) é um futebolista uruguaio que atua como centroavante. Atualmente joga no Girona.
Construiu boa parte de sua carreira no futebol espanhol, onde chegou em 2008 jogando emprestado ao Albacete.
Stuani foi o primeiro jogador a vencer o prêmio de Gol do Mês da Premier League durante o mês de agosto de 2016, enquanto jogava pelo Middlesbrough.

## Seleção Nacional
Estreou pela Seleção Uruguaia principal no dia 14 de novembro de 2012, em um amistoso contra a Polônia.